# Reanaliza meteorologiczna i oceaniczna
Reanaliza meteorologiczna (reintegracja) – powtórne przeanalizowanie długich szeregów czasowych pomiarów meteorologicznych (np. temperatury ziemi) w skali globu lub w skali regionalnej. Ma na celu odrzucenie błędnych wyników pomiarowych i integrację danych pomiarowych z różnych obserwacji. Reanaliza meteorologiczna umożliwia badanie zmian klimatu na podstawie pomiarów, a nie badanie zmian wynikających z innych czynników takich jak zmiany technik pomiarowych.
Około 1996 w USA Eugenia Kalnay, M. Kanamitsu i inni udostępnili dane z pierwszej, 40-letniej reintegracji znanej jako „NCEP/NCAR reanalysis”. W 2006 w USA Fedor Mesinger i współautorzy opublikowali pierwszą długoletnią (1979–2003) regionalną reanalizę (Northern American Regional Reanalysis, w skrócie NARR) o dużej rozdzielczości, przydatną do analizy cyklu hydrologiczngo, cyklu dobowego i zjawisk pogodowych.

## Dyskusja
Ciągi pomiarowe nawet najbardziej podstawowych wielkości atmosferycznych, takich jak temperatura przy powierzchni ziemi, są bardzo krótkie. Większość systematycznych pomiarów zaczęto dokonywać dopiero po II wojnie światowej. Jakość tych danych zależy od kraju, w którym robione były pomiary, problemem jest duża odległość pomiędzy stacjami pomiarowymi, zwłaszcza w obszarach oceanicznych.  Dodatkowym problemem w ocenie zmian klimatu jest fakt, że techniki pomiarowe zmieniają się w czasie. Reanaliza meteorologiczna pozwala na ujednolicenie pomiarów za pomocą technik asymilacji danych i przeprowadzenie dokładnej analizy jakościowej. Dzięki reanalizie istnieje dostęp do ponad 40 lat szczegółowych danych o atmosferze i powierzchni ziemi.
Europejska reanaliza została opracowana przez Europejskie Centrum Prognoz Średnioterminowych; projekt ERA-15 od grudnia 1978 do lutego 1994 oraz projekt ERA-40 od 1957 roku.